# Amphinemura stangeli
Amphinemura stangeli är en bäcksländeart som beskrevs av Ignac Sivec 1980. Amphinemura stangeli ingår i släktet Amphinemura och familjen kryssbäcksländor. Inga underarter finns listade i Catalogue of Life.